# 大昌鉃工所
株式会社大昌鉃工所（だいしょうてっこうしょ）は、愛媛県四国中央市川之江町に本社を置く産業機械メーカーである。

## 概要
地場産業である紙産業向け製紙機械製造業者として設立。現在は、製紙機械の製造で培ったノウハウを活用し「機能紙」の分野に進出し、リチウムイオン電池の重要部品である「セパレータフィルム」の製造機械等、特殊な機械設備の製造も手掛けている。
特殊紙製造設備の販売シェアは国内トップとされる。

## 事業所
- 本社・No.1工場 - 愛媛県四国中央市川之江町910
- 設計開発棟 - 愛媛県四国中央市金生町下分915
- No.3工場 - 愛媛県四国中央市川之江町906-2
- No.5工場・No.6工場 - 愛媛県四国中央市金生町211
- No.7工場 - 愛媛県四国中央市金生町下分200-1
- No.8工場 - 愛媛県四国中央市金生町下分918-1
- No.10工場 - 愛媛県四国中央市川之江町906-1
- No.11工場 - 愛媛県四国中央市金生町下分922-1
- No.12工場 - 四国中央市金生町下分210-1
- No.13工場 - 愛媛県四国中央市金生町下分214-2
- No.14工場 - 愛媛県四国中央市川之江町478番地

## 沿革
- 1919年 - 福崎鉄工所社長の福崎亀市が内燃機関および製紙機械の製造開始。
- 1946年 - 製紙機械製造部門を新設、抄紙機、紙加工機の製造に着手。
- 1954年 - 製紙機械部門が独立。
- 1959年 - 「有限会社大昌鉃工所」と組織を改め、抄紙機械並びに紙加加工機の製造を行う。
- 1963年 - 事業拡張に伴い、駅通り工場を現在地（本社）に移転。
- 1971年 - 「株式会社大昌鉃工所」に改組。
- 1983年 - 大江工場が完成。
- 1994年 - 大型工作機を導入。マシニングセンタMHA-1250MC1台、門型複合プレーナー2台。
- 1997年 - 独身寮建設。NC油圧プレス等の製缶設備を一新。
- 2000年 - No.6倉庫（後にNo.9組立工場に改修）増設。
- 2001年 - 販売管理システムを導入。
- 2004年 - 立体マシンニングセンタ、大型旋盤を新たに導入。
- 2005年 - ISO9001承認取得。No.7工場組立工場を増設。
- 2008年 - グッドカンパニー大賞・優秀企業賞受賞。
- 2009年 - 5軸加工機を導入（3次元CAD導入）。
- 2010年 - 中国江蘇省常熟市に常熟大昌威譜机機有限公司を設立。
- 2011年 - No.10組立工場を増設。
- 2013年 - No.11組立工場を増設。
- 2014年 - 記念館（食堂、大会議室）を建設。
- 2015年 - 大型ロール旋盤を増設。マシニングセンタを更新/ASME規格を認証取得。
- 2017年 - No.6倉庫を増設。大型ロール旋盤を増設。
- 2018年 - No.13工場を増設。
- 2019年 - デジタルマイクロスコープ導入。
- 2020年 - 設計開発新事務所が竣工。